# Damalis brauni
Damalis brauni är en tvåvingeart som beskrevs av Speiser 1924. Damalis brauni ingår i släktet Damalis och familjen rovflugor.
Artens utbredningsområde är Tanzania. Inga underarter finns listade i Catalogue of Life.